# Sekou Cissé
Sekou Cissé (Dabou, 23 de maio de 1985) é um futebolista marfinense. Atualmente joga no Feyenoord.

## Carreira
Cissé representou a Seleção Marfinense de Futebol, nas Olimpíadas de 2008. 
No dia 5 de julho de 2009, sua transferência foi anunciada, tendo sido anunciado, no site oficial do clube, que Cissé assinara contrato de cinco anos com o Feyenoord. Depois de sofrer muitos ferimentos e por causa de uma falta de perspectiva, Cissé e Feyenoord dissolveram o contrato em 03 de janeiro de 2014. Depois de um teste bem sucedido, ele assinou um contrato em 13 de janeiro, 2014, com o K.R.C. Genk.

## Seleção
Disputou partidas oficiais pela Seleção da Costa do Marfim.